# Velleminfroy
Velleminfroy est une commune française située dans le département de la Haute-Saône, en Franche-Comté, dans la région administrative Bourgogne-Franche-Comté.

## Géographie
Superficie : 602 ha - Voirie : 4 777 mètres.

### Géologie
Le territoire communal repose sur le gisement de schiste bitumineux de Haute-Saône daté du Toarcien.

### Climat
Pour des articles plus généraux, voir Climat de la Bourgogne-Franche-Comté et Climat de la Haute-Saône.
En 2010, le climat de la commune est de type climat de montagne, selon une étude du Centre national de la recherche scientifique s'appuyant sur une série de données couvrant la période 1971-2000. En 2020, Météo-France publie une typologie des climats de la France métropolitaine dans laquelle la commune est exposée à un climat semi-continental et est dans la région climatique  Lorraine, plateau de Langres, Morvan, caractérisée par un hiver rude (1,5 °C), des vents modérés et des brouillards fréquents en automne et hiver. 
Pour la période 1971-2000, la température annuelle moyenne est de 10,1 °C, avec une amplitude thermique annuelle de 17,1 °C. Le cumul annuel moyen de précipitations est de 1 163 mm, avec 13,1 jours de précipitations en janvier et 10,1 jours en juillet. Pour la période 1991-2020, la température moyenne annuelle observée sur la station météorologique de Météo-France la plus proche, « Saulx-de-Vesoul », sur la commune de Saulx à 5 km à vol d'oiseau, est de 10,9 °C et le cumul annuel moyen de précipitations est de 1 066,3 mm. 
La température maximale relevée sur cette station est de 39,5 °C, atteinte le 25 juillet 2019 ; la température minimale est de −21 °C, atteinte le 13 janvier 1987,,. 
Les paramètres climatiques de la commune ont été estimés pour le milieu du siècle (2041-2070) selon différents scénarios d'émission de gaz à effet de serre à partir des nouvelles projections climatiques de référence DRIAS-2020. Ils sont consultables sur un site dédié publié par Météo-France en novembre 2022.

## Urbanisme

### Typologie
Au 1er janvier 2024, Velleminfroy est catégorisée commune rurale à habitat dispersé, selon la nouvelle grille communale de densité à sept niveaux définie par l'Insee en 2022.
Elle est située hors unité urbaine. Par ailleurs la commune fait partie de l'aire d'attraction de Vesoul, dont elle est une commune de la couronne,. Cette aire, qui regroupe 158 communes, est catégorisée dans les aires de 50 000 à moins de 200 000 habitants,.

### Occupation des sols
L'occupation des sols de la commune, telle qu'elle ressort de la base de données européenne d’occupation biophysique des sols Corine Land Cover (CLC), est marquée par l'importance des territoires agricoles (66,6 % en 2018), une proportion identique à celle de 1990 (66,6 %). La répartition détaillée en 2018 est la suivante : 
zones agricoles hétérogènes (42,1 %), forêts (28,4 %), prairies (23,9 %), zones urbanisées (5 %), terres arables (0,6 %). L'évolution de l’occupation des sols de la commune et de ses infrastructures peut être observée sur les différentes représentations cartographiques du territoire : la carte de Cassini (XVIIIe siècle), la carte d'état-major (1820-1866) et les cartes ou photos aériennes de l'IGN pour la période actuelle (1950 à aujourd'hui).

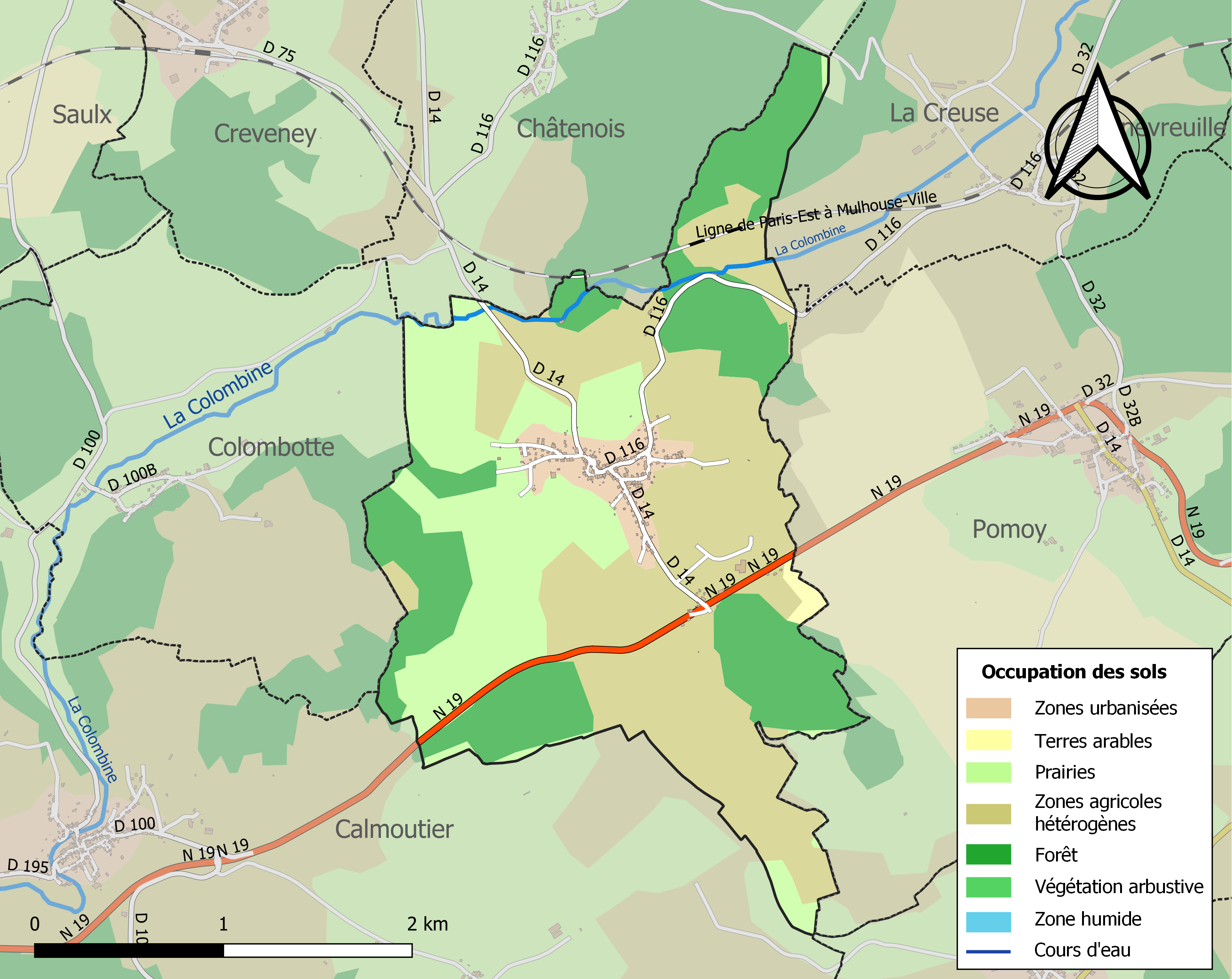
Carte des infrastructures et de l'occupation des sols de la commune en 2018 (CLC).

## Politique et administration

### Rattachements administratifs et électoraux
La commune fait partie de l'arrondissement de Lure du département de la Haute-Saône,  en région Bourgogne-Franche-Comté. Pour l'élection des députés, elle dépend de la deuxième circonscription de la Haute-Saône.
Elle faisait partie depuis 1801 du canton de Saulx. Dans le cadre du redécoupage cantonal de 2014 en France, la commune est rattachée au canton de Lure-1.

### Intercommunalité
La commune faisait partie de la communauté de communes du Pays de Saulx, créée le 21 décembre 2001 et qui regroupait 17 communes et environ 3 700 habitants.
Dans le cadre des dispositions de la loi du 16 décembre 2010 de réforme des collectivités territoriales, qui prévoit toutefois d'achever et de rationaliser le dispositif intercommunal en France, et notamment d'intégrer la quasi-totalité des communes françaises dans des EPCI à fiscalité propre dont la population soit normalement supérieure à 5 000 habitants, le schéma départemental de coopération intercommunale de 2011 a prévu la fusion des communautés de communes : 
- du Pays de Saulx,  
- des grands bois 
- des Franches Communes (sauf  Amblans et Genevreuille), 
et en y rajoutant la commune isolée de Velorcey, afin de former une nouvelle structure regroupant 42 communes et environ 11 200 habitants.
Cette fusion est effective depuis le 1er janvier 2014 et a permis la création, à la place des intercommunalités supprimées, de  la Communauté de communes du Triangle Vert, dont la commune est désormais membre.

### Liste des maires

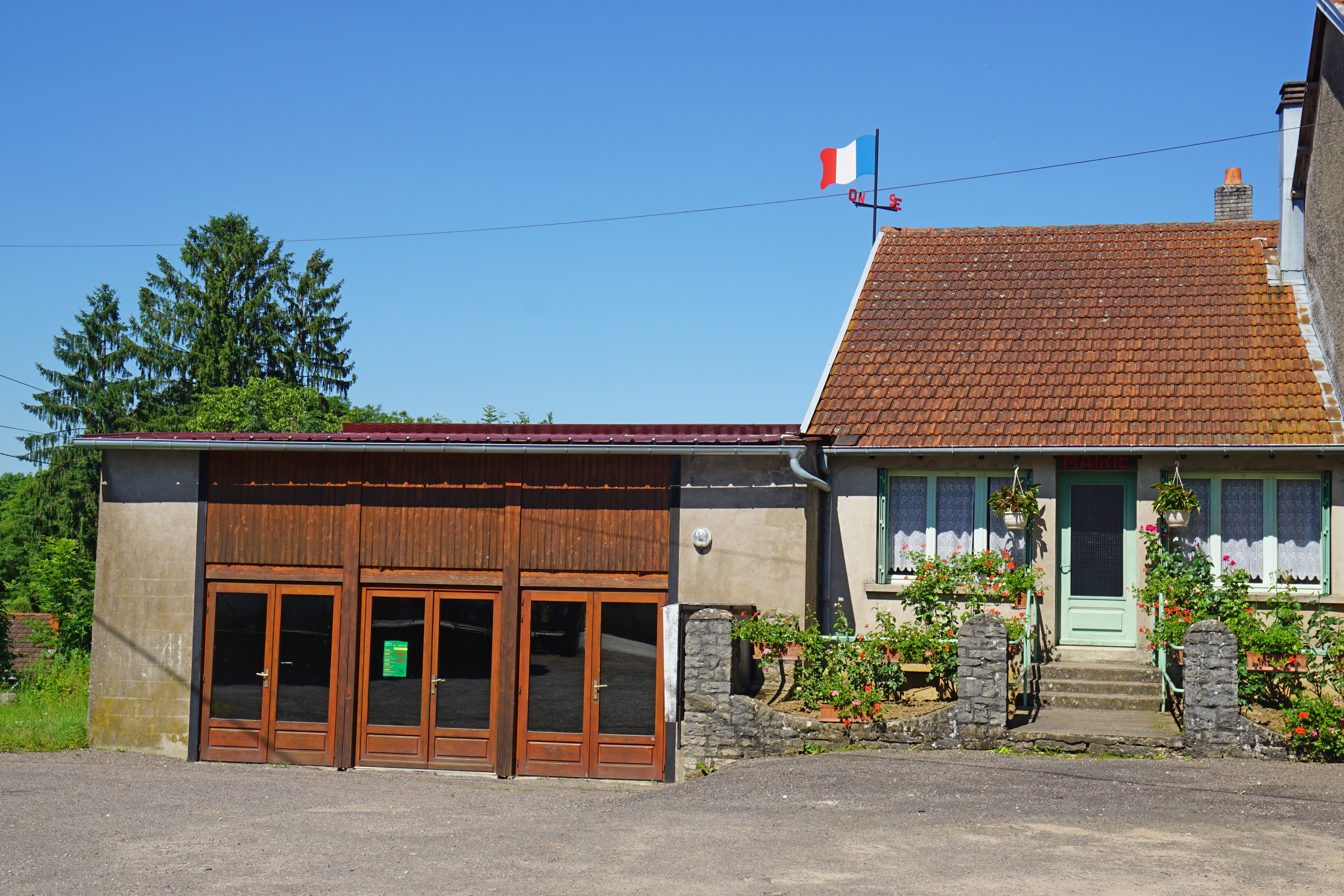
La mairie.

| Période                                  | Période                   | Identité          | Étiquette | Qualité                                             |
| ---------------------------------------- | ------------------------- | ----------------- | --------- | --------------------------------------------------- |
| Les données manquantes sont à compléter. |                           |                   |           |                                                     |
| mars 2001                                | mars 2014                 | Christian Gentit  |           |                                                     |
| mars 2014                                | En cours (au 26 mai 2020) | M. Claude Thiédey |           | Retraité PSA Peugeot Réélu pour le mandat 2020-2026 |

## Démographie
L'évolution du nombre d'habitants est connue à travers les recensements de la population effectués dans la commune depuis 1793. Pour les communes de moins de 10 000 habitants, une enquête de recensement portant sur toute la population est réalisée tous les cinq ans, les populations de référence des années intermédiaires étant quant à elles estimées par interpolation ou extrapolation. Pour la commune, le premier recensement exhaustif entrant dans le cadre du nouveau dispositif a été réalisé en 2007.

En 2022, la commune comptait 296 habitants, en évolution de −1,66 % par rapport à 2016 (Haute-Saône : −1,4 %, France hors Mayotte : +2,11 %).
| 1793 | 1800 | 1806 | 1821 | 1831 | 1836 | 1841 | 1846 | 1851 |
| ---- | ---- | ---- | ---- | ---- | ---- | ---- | ---- | ---- |
| 528  | 630  | 674  | 638  | 734  | 662  | 625  | 645  | 590  |

| 1856 | 1861 | 1866 | 1872 | 1876 | 1881 | 1886 | 1891 | 1896 |
| ---- | ---- | ---- | ---- | ---- | ---- | ---- | ---- | ---- |
| 511  | 523  | 503  | 479  | 450  | 413  | 382  | 353  | 337  |

| 1901 | 1906 | 1911 | 1921 | 1926 | 1931 | 1936 | 1946 | 1954 |
| ---- | ---- | ---- | ---- | ---- | ---- | ---- | ---- | ---- |
| 306  | 302  | 270  | 239  | 245  | 245  | 255  | 201  | 195  |

| 1962 | 1968 | 1975 | 1982 | 1990 | 1999 | 2006 | 2007 | 2012 |
| ---- | ---- | ---- | ---- | ---- | ---- | ---- | ---- | ---- |
| 203  | 172  | 205  | 221  | 247  | 277  | 275  | 275  | 297  |

| 2017 | 2022 | - | - | - | - | - | - | - |
| ---- | ---- | - | - | - | - | - | - | - |
| 298  | 296  | - | - | - | - | - | - | - |

## Lieux et monuments
- Source d'eau minérale ;
- puits de la bascule.

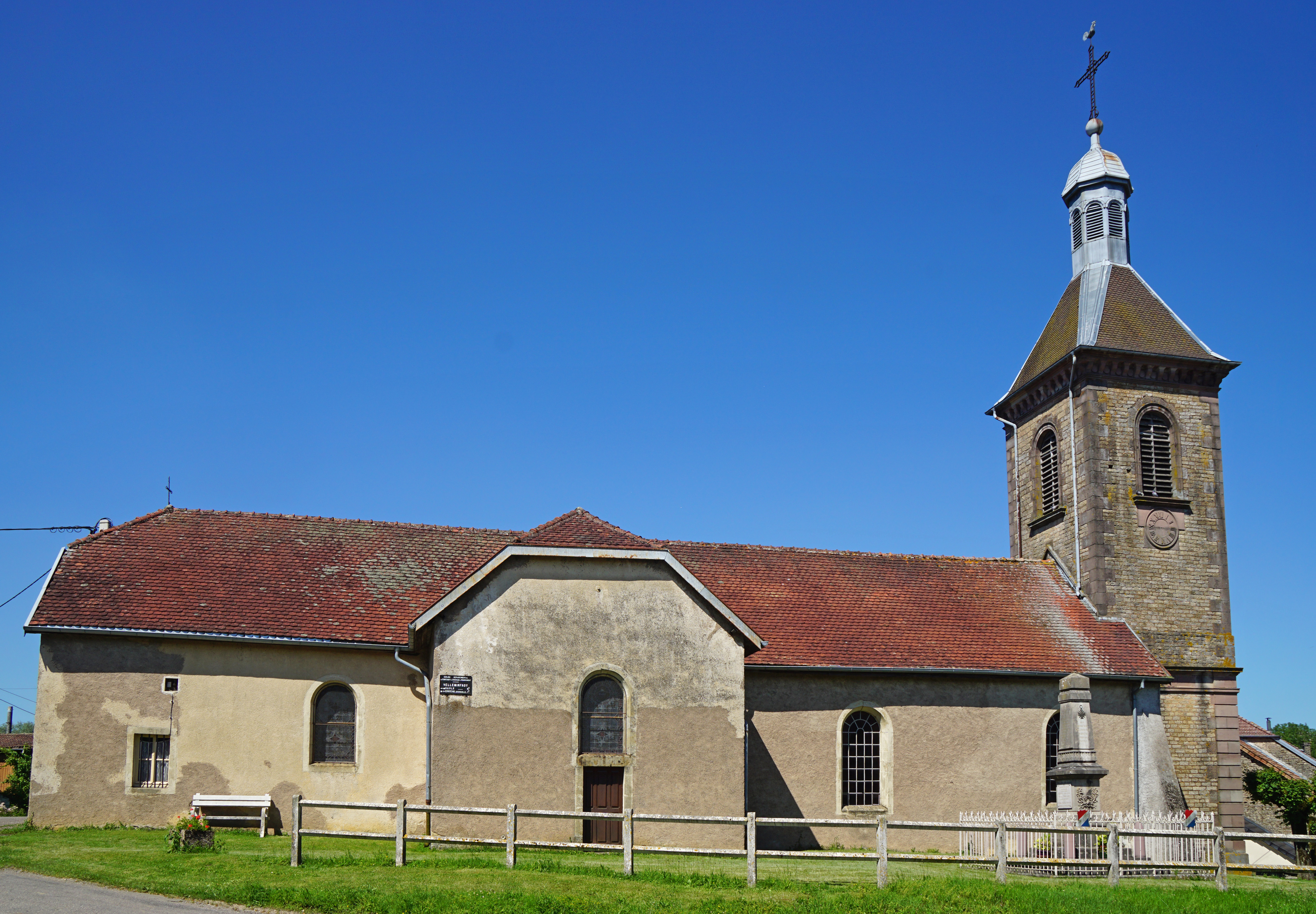
L'église.
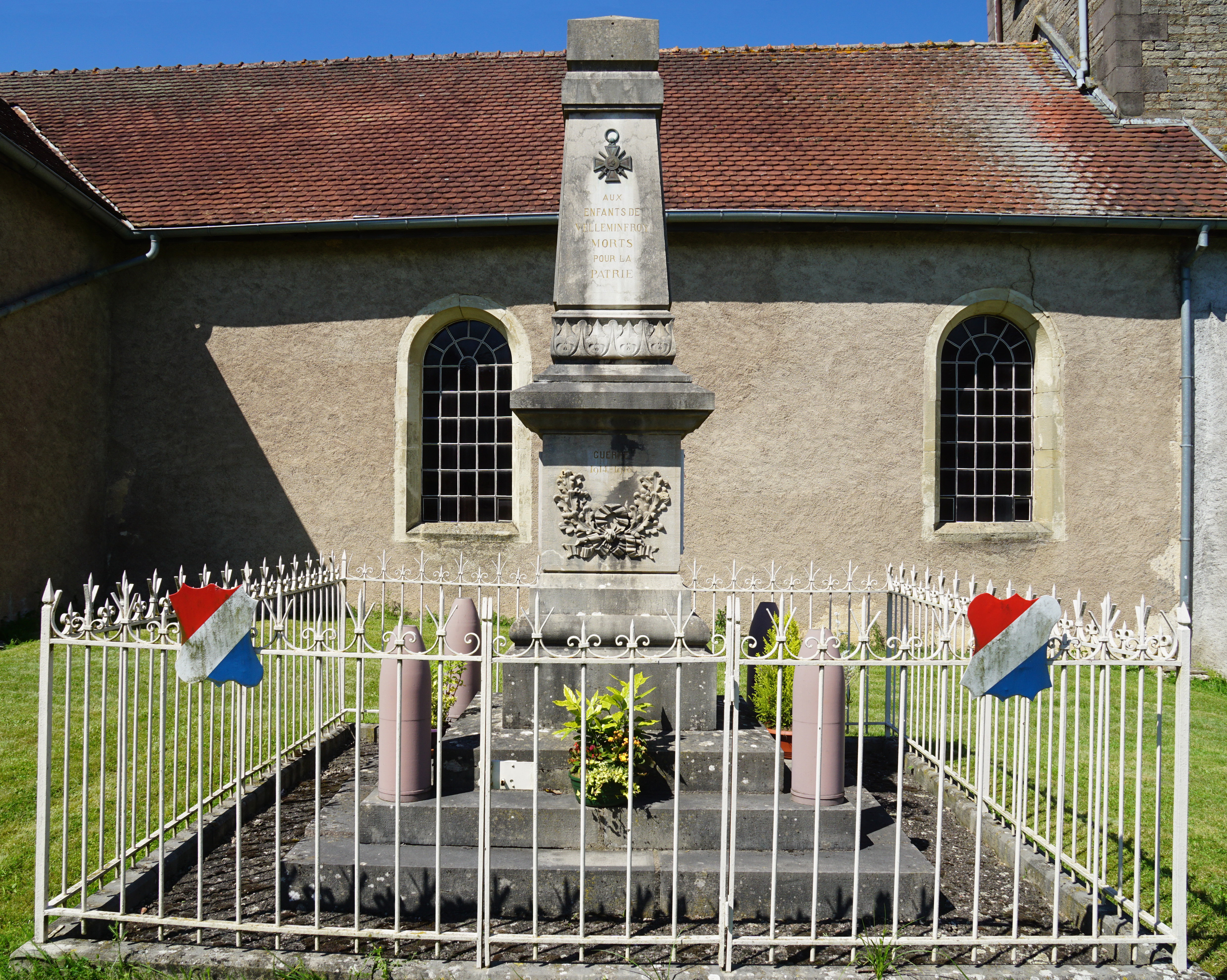
Le monument aux morts.

## Eau minérale
Usine d'embouteillage (50 000 bouteilles/jour) s'étendant sur plus de 2 hectares située sur le hameau de Chateau-Grenouille.

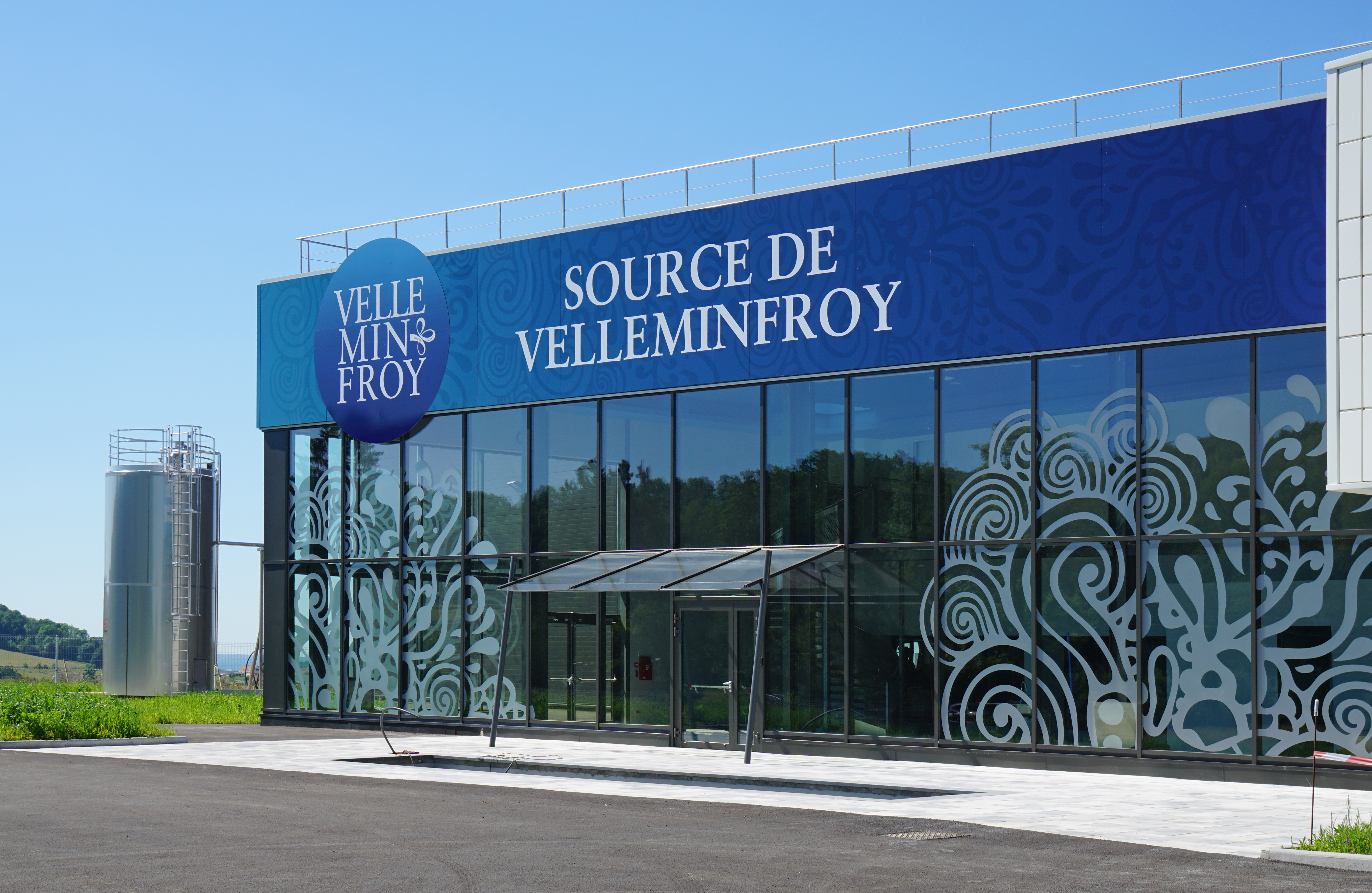
Nouvelle usine d'embouteillage.
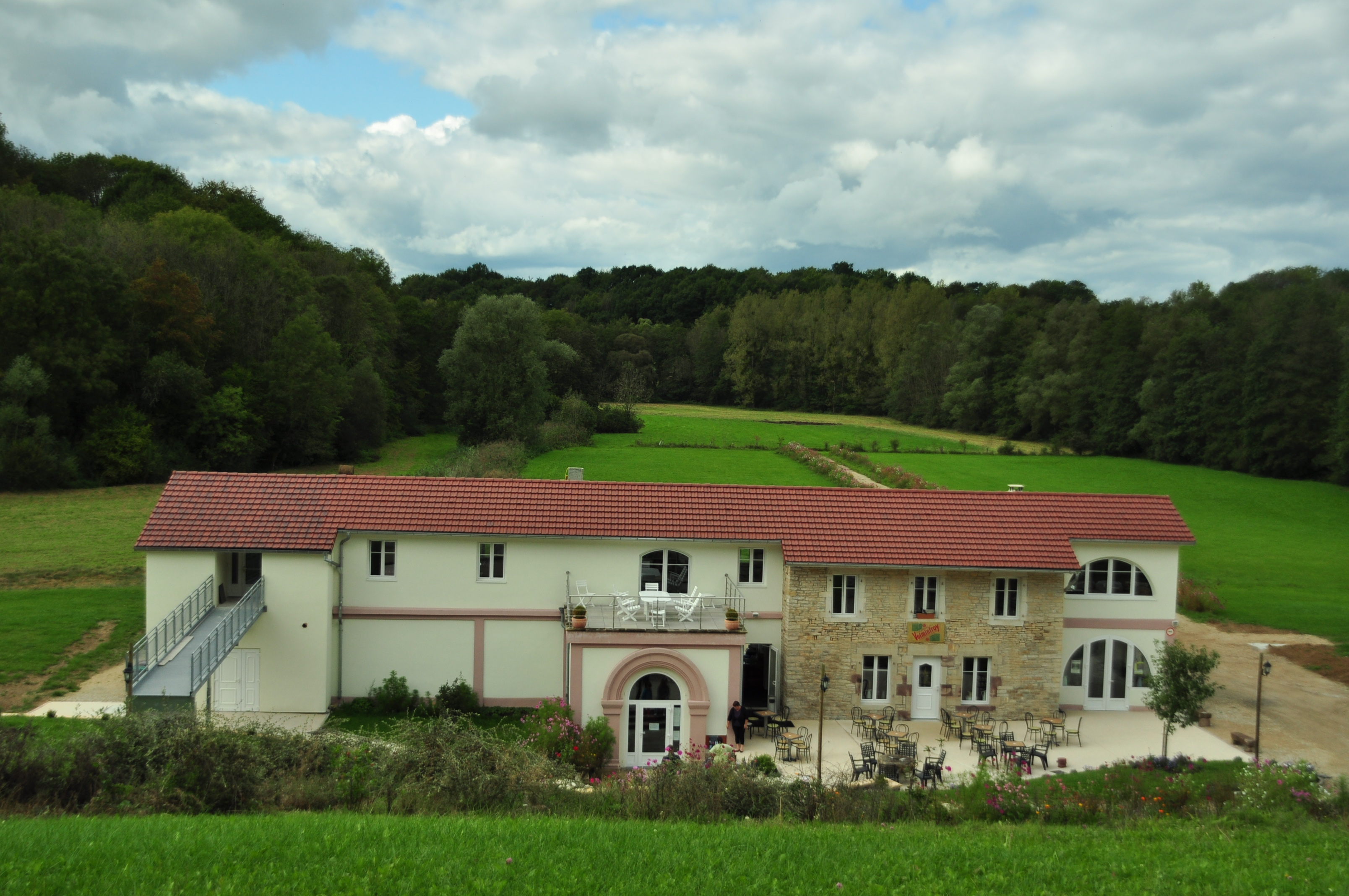
Source de Velleminfroy.
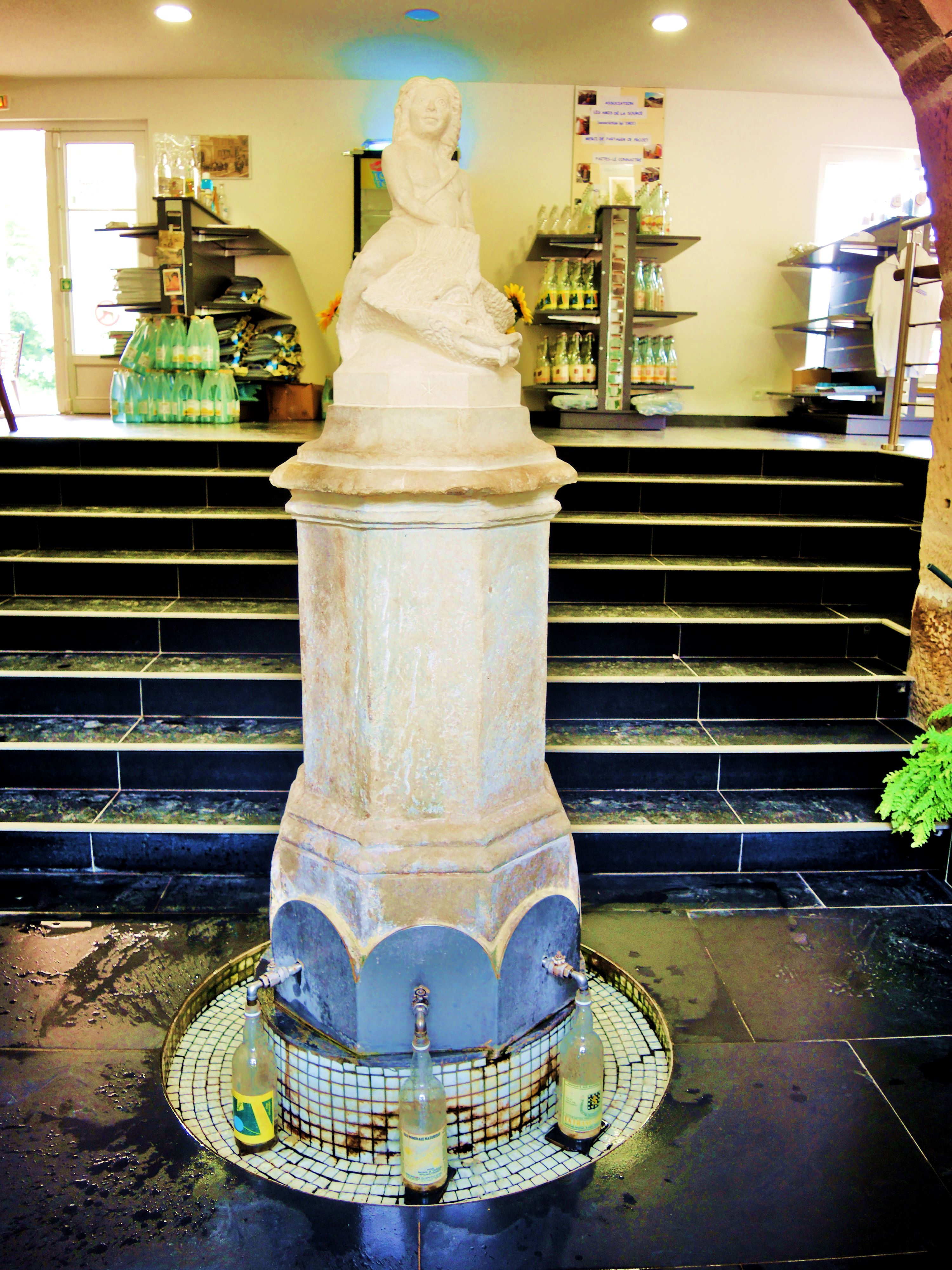
Statue allégorique de la source minérale.
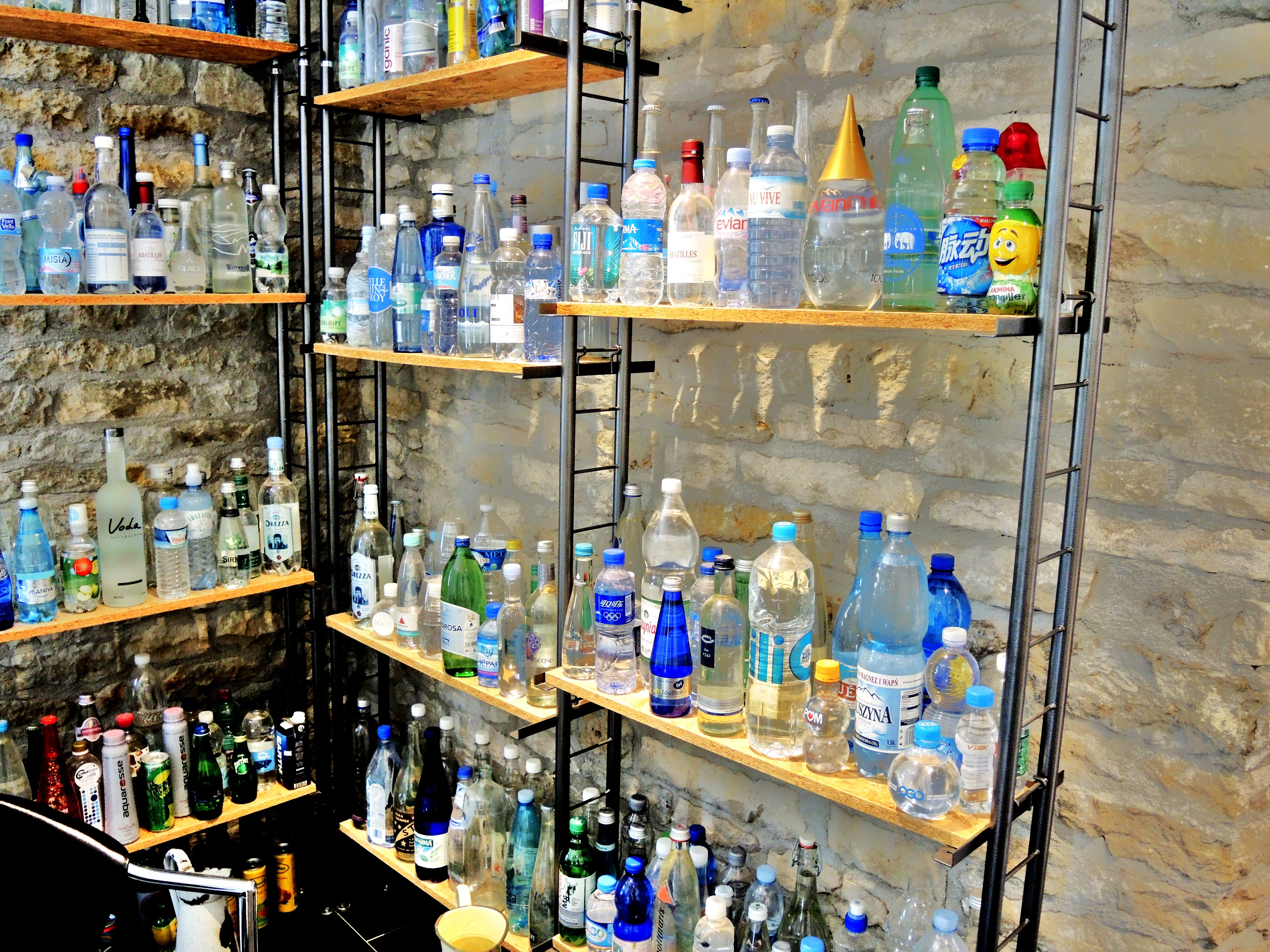
Collection de flacons anciens, dans le musée de l'eau minérale.
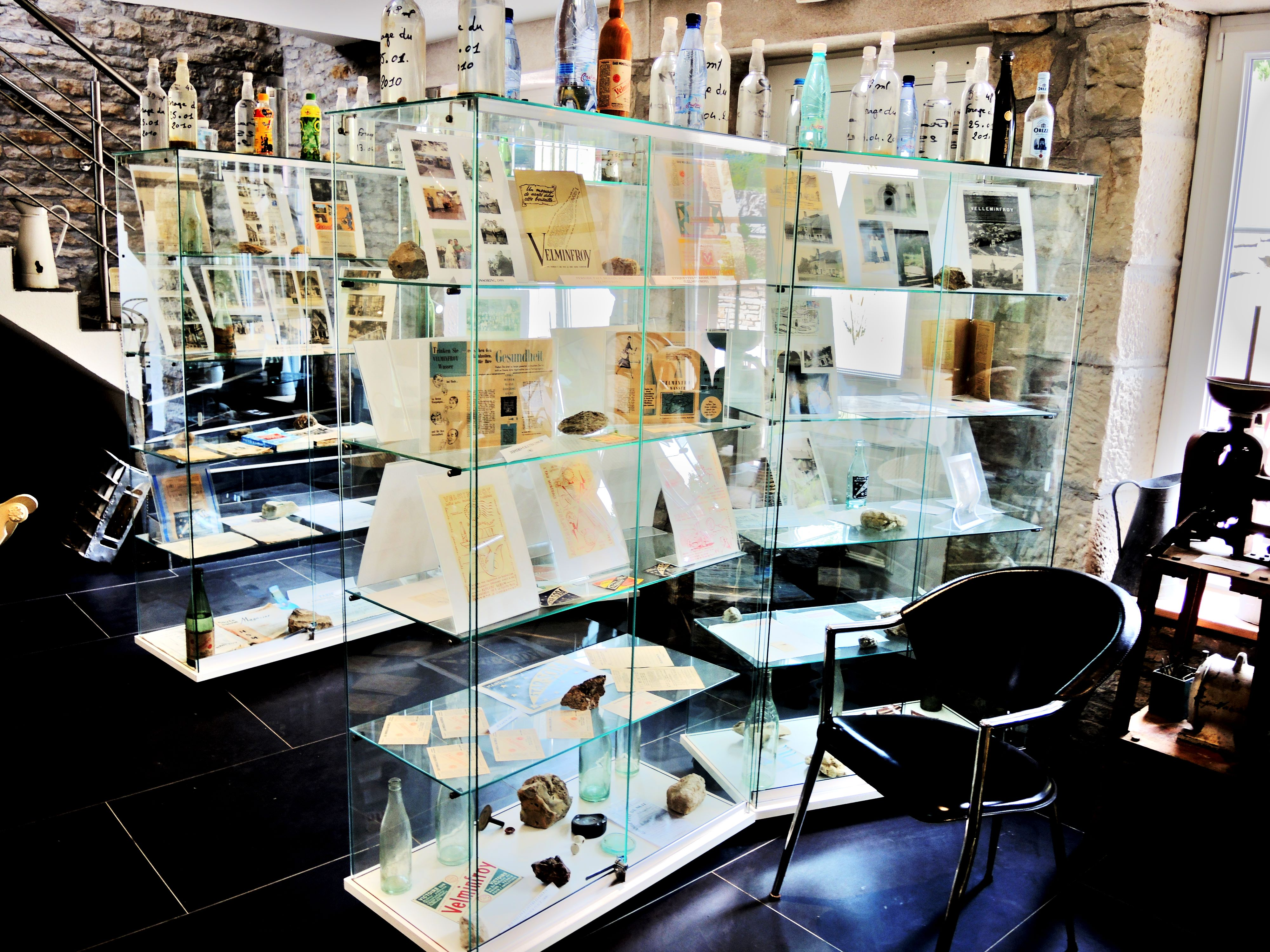
Musée de l'eau minérale.
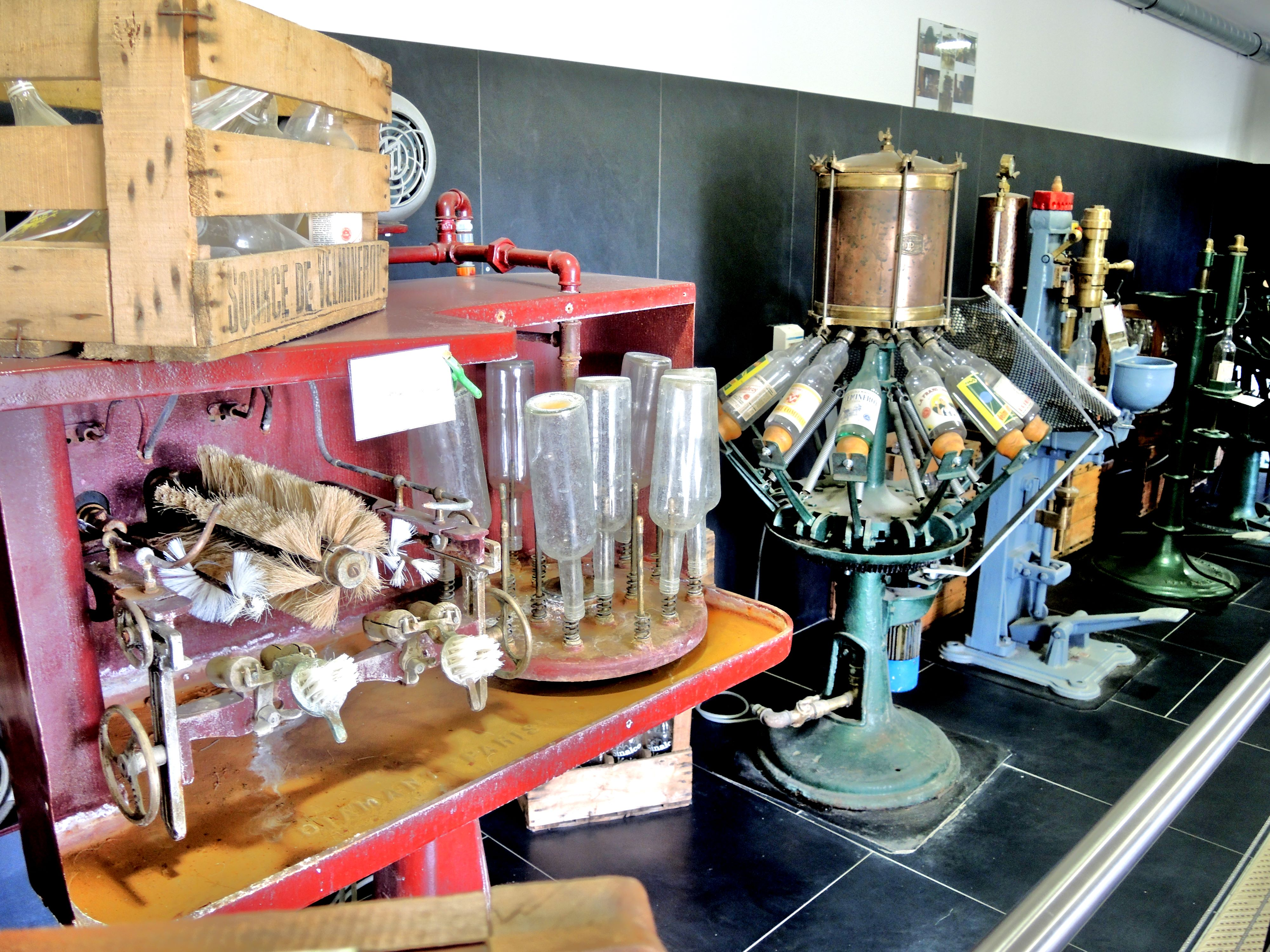
Musée de l'ancienne usine d'embouteillage de l'eau minérale.

## Personnalités liées à la commune
- Christian Renet : Auteur Velleminfroy et sa source d'eau minérale (1996)  (ISBN 978-2951083707)
- Louis-Joseph Philippe, « le tueur de femmes », né à Velleminfroy le 1er octobre 1831 et guillotiné à Paris le 24 juillet 1866, pour le meurtre de plusieurs prostituées et d'un enfant de quatre ans, fils d’une d’entre elles[22].